# Papurana florensis
Espèce
Synonymes
- Rana florensis Boulenger, 1897
- Hylarana florensis (Boulenger, 1897)

Statut de conservation UICN

 LC  : Préoccupation mineure
Papurana florensis est une espèce d'amphibiens de la famille des Ranidae.

## Répartition
Cette espèce est endémique des Petites îles de la Sonde en Indonésie. Elle se rencontre sur les îles de Lombok, de Sumbawa et de Florès,.

## Description
L'holotype mesure 77 mm.

## Étymologie
Son nom d'espèce, composé de flor[ès] et du suffixe latin -ensis, « qui vit dans, qui habite », lui a été donné en référence au lieu de sa découverte, l'île de Florès.

## Publication originale
- Boulenger, 1897 : A List of the Reptiles and batrachians collected by Mr. Alfred Everett in Lombok, Flores, Sumba, and Savu, with Descriptions of new Species. Annals and Magazine of Natural History, sér. 6, vol. 19, p. 503-509 (texte intégral).